# Jerzy Kepel (bankowiec)

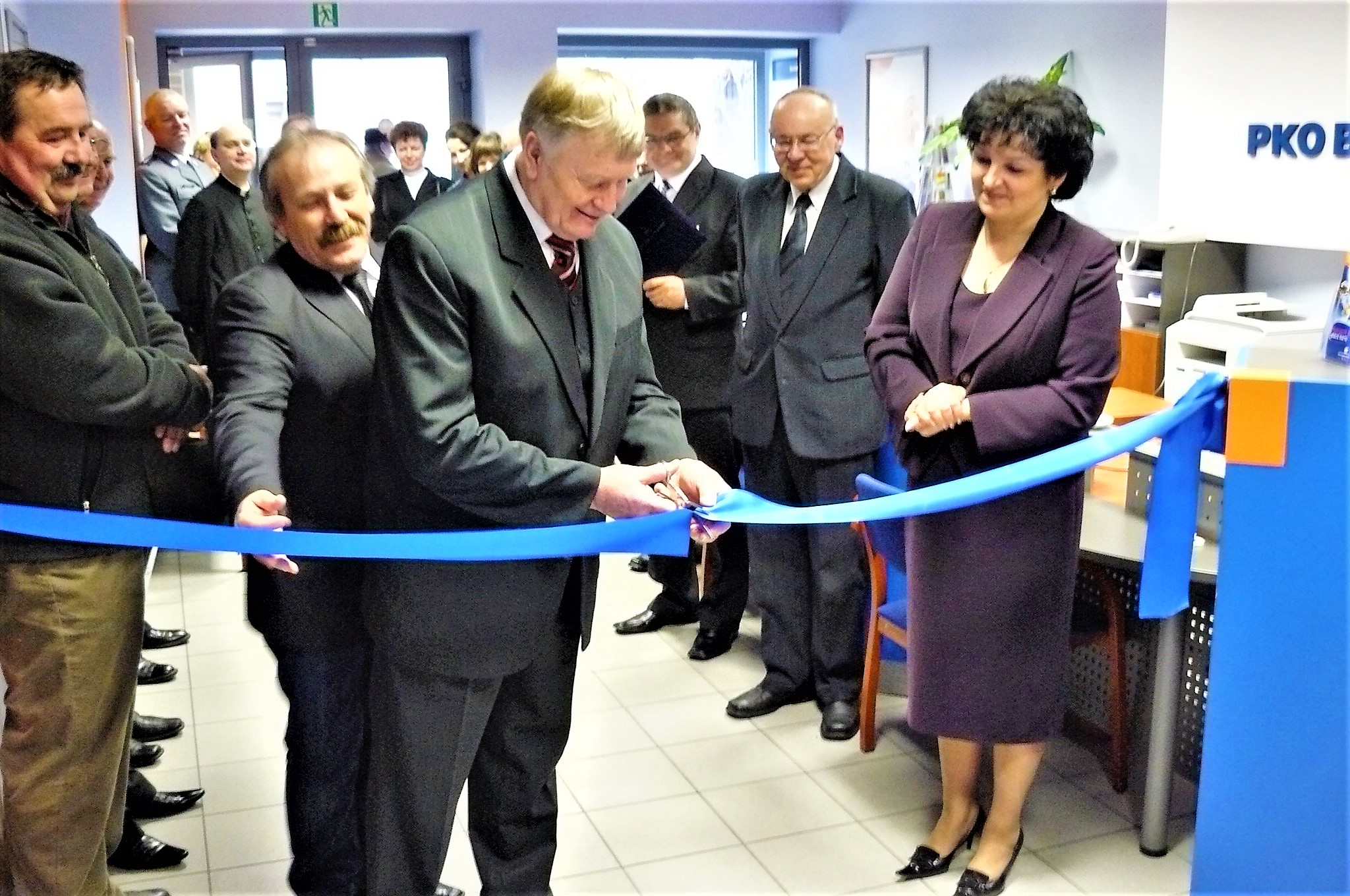
Otwarcie oddziału PKO BP w Czempiniu

Jerzy Kepel (ur. 12 stycznia 1940 w Wilnie) – polski ekonomista i bankowiec.

## Życiorys
Ojca, również Jerzego (wicemistrza Polski w wioślarstwie i narciarza), stracił w początku II wojny światowej (został zabrany do sowieckiego łagru i kopalni niklu koło Norylska i stracił kontakt z rodziną). Po 1945 trafił do Poznania wraz z matką i bratem. Studia rozpoczął w 1957. Jest absolwentem Wydziału Prawa UAM (1962, praca magisterska z prawa wekslowego), ale studiował także na Wydziale Ogólnoekonomicznym Akademii Ekonomicznej w Poznaniu (ukończył go w 1966 bez tytułu magistra), ukończył studia podyplomowe z zakresu przetwarzania danych (1975) i Studium Organizacji i Zarządzania Międzynarodowej Szkoły Zarządzania (1990). Studiował m.in. z Jackiem Taylorem i Andrzejem Milczanowskim. Od 1962 do 1978 zatrudniony był w Narodowym Banku Polskim, gdzie doszedł do stanowiska Naczelnika Wydziału Organizacji i Informatyki Oddziału Wojewódzkiego w Poznaniu. W 1979 objął stanowisko dyrektora Wojewódzkiego Ośrodka Obliczeniowego NBP. W okresie stanu wojennego zatrudniał osoby zwalniane z pracy przez komunistów. W latach 1986–1988 był dyrektorem poznańskiego Oddziału Wojewódzkiego NBP. W 1988 przeszedł do PKO BP (po wyłączeniu tego banku ze struktur NBP), gdzie doszedł do stanowiska dyrektora Oddziału Regionalnego w Poznaniu (zaczynał od kierowania I Oddziałem w Poznaniu na Placu Wolności - wówczas największym w Polsce). W 1991 był współzałożycielem Fundacji Rozwoju Miasta Poznania. W latach 1992–1993 był członkiem zarządu tego banku - pełnomocnikiem do spraw restrukturyzacji (entuzjastycznie wprowadzał zmiany inicjowane przez Władysława Bakę). Aktywnie współuczestniczył w informatyzacji polskiego sektora bankowego, zwłaszcza NBP i PKO BP. W regionie wielkopolskim był odpowiedzialny za stworzenie nowoczesnej, jak na ówczesne standardy, sieci placówek PKO BP. W 1991 i 1995 przebywał w Chicago na szkoleniach menedżerskich. Jest autorem publikacji Informatyzacja banku (1978). Amatorsko uprawiał żeglarstwo, samodzielnie współkonstruował jachty. W latach 2010–2013 był przewodniczącym Stowarzyszenia Absolwentów UAM (od 2013 do 2016 - wiceprzewodniczącym). Uczestniczył w zbiórkach na remont Cmentarza Na Rossie.

## Odznaczenia
Otrzymał następujące odznaczenia:
- Brązowy, Srebrny i Złoty Krzyż Zasługi (lata 1970-1990),
- Krzyż Kawalerski Orderu Odrodzenia Polski (1999),
- Złota Odznaka Za Zasługi dla Finansów,
- odznaka Za Zasługi dla NBP[1].

## Rodzina
Ma żonę, Danutę (towaroznawcę) oraz dwóch synów - Andrzeja (biologa, współzałożyciela Polskiego Towarzystwa Ochrony Przyrody "Salamandra") oraz Przemysława (prawnika).